# Gorm el Vell

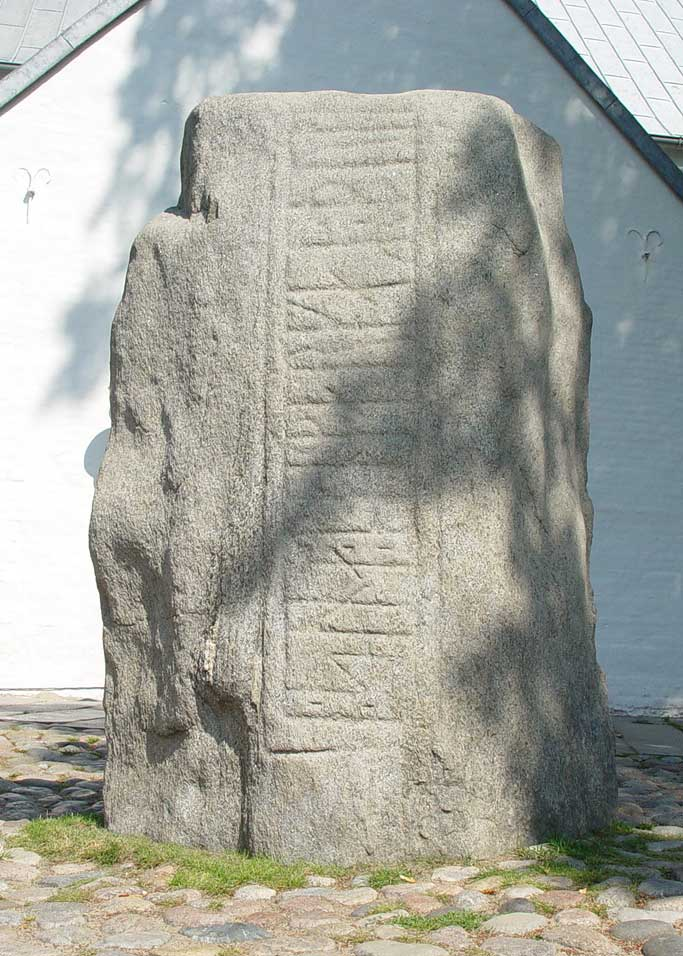
Pedra petita de Jelling, erigida per Gorm el Vell.

Gorm el Vell (en danès: Gorm den Gamle) fou un cap danès que va arribar a ser rei de Jutlàndia. Va néixer abans de l'any 900 i possiblement va morir en 958. Antigament era considerat, erròniament, com al primer rei de Dinamarca. Aixecà les Pedres de Jelling en memòria de la seva esposa, Thyra Danebod. Fou sepultat a Jelling, al costat de la seva dona Thyra. El va succeir el seu fill, Harald Bluetooth